# Poecilodryas cerviniventris
A Poecilodryas cerviniventris  a madarak osztályának verébalakúak (Passeriformes) rendjébe és a cinegelégykapó-félék (Petroicidae) családjába tartozó faj.

## Rendszerezése
A fajt John Gould angol ornitológus írta le 1857-ben, a Petroica nembe Petroica cerviniventris néven.

## Előfordulása
Ausztrália északi részén honos. Természetes élőhelyei a szubtrópusi és trópusi síkvidéki esőerdők, mocsári erdők és cserjések, folyók és patakok környékén. Állandó, nem vonuló faj.

## Megjelenése
Testhossza 16–18 centiméter, a hím testtömege 20–25 gramm, a tojóé 15,5–20 gramm.

## Életmódja
Főleg rovarokkal táplálkozik, de néha magvakat is fogyaszt.

## Természetvédelmi helyzete
Az elterjedési területe nagy, egyedszáma pedig növekszik. A Természetvédelmi Világszövetség Vörös listáján nem fenyegetett fajként szerepel.

## Külső hivatkozások
- Képek az interneten a fajról
- Xeno-canto.org - a faj elterjedési területe és hangja